# کرم‌های نواری

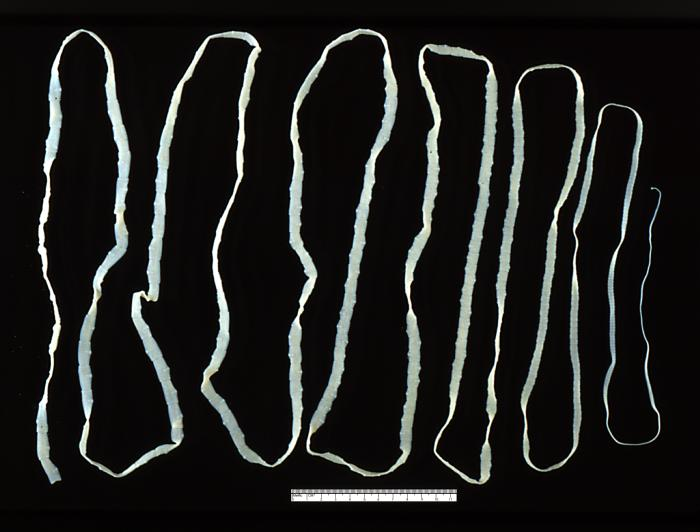
یک نوع سستود یا کرم نواری

کرم‌های نواری یا سستودها (نام علمی: Cestoda) نام یک رده از انگل‌های کرم‌های پهن است. در حالت بالغ آنها در دستگاه گوارش مهره‌داران یافت می‌شوند.
کرم‌های نواری انواعی از انگل‌ها به‌شمار می‌روند که به شکل بندبند و دارای یک عضو بادکش‌دار در قسمت سر هستند. آنها به جدار روده وصل شده و از مواد غذایی آن تغذیه می‌کنند.
از معروفترین کرم‌های نواری کرم کدو ،Diphyllobothrium است.
کرم‌های بالغ در مجرای گوارش مهره‌داران و لارو آنها در بافتهای مهره‌داران و بی‌مهرگان زندگی می‌کنند. کرم بالغ، طویل و روبان مانند است و معمولاً در جهت پشتی ـ شکمی پهن شده و فاقد مجاری گوارشی و عروقی می‌باشد. این کرم‌ها معمولاً به بندها یا پروگلوتیدهایی تقسیم شده‌اند که هنگام بلوغ دارای اعضای تولید مثل هر دو جنس نر و ماده هستند.

## معرفی
سستودها کرم‌های مسطح، بندبند و روبان شکل، به‌رنگ سفید یا قهوه‌ای هستند. طول آن‌ها از چند میلی‌م‌تر تا چند متر متغیر است، هرمافرودیت هستند و هربند در مرحله بلوغ از نظر جنسی کامل است. سستودها لوله گوارش ندارند و همگی انگل هستند. اغلب آن‌ها در روده میزبان‌های مهره‌دار زندگی می‌کنند. سیر تکاملی سستودها (به جز یک گونه) غیرمستقیم است و در چرخه زندگی آن‌ها یک یا دو میزبان واسط وجود دارد. در بدن میزبان واسط مرحله عفونت‌زای انگل به‌وجود می‌آید
بدن کرم بالغ از سر یا اسکولکس، گردن و زنجیره‌ای از بندها تشکیل شده است.

## اسکولکس
اسکولکس (سر) اغلب کروی و وظیفه اصلی آن چسباندن کرم به جدار محل زندگی و جابه‌جایی آن است. اسکولکس در سستودها به سه شکل بادکش‌دار، دارای بوتریا و بوتریدیا (چاهک) دیده می‌شود.
اسکولکس دارای بادکش:
بادکش‌ها به‌صورت دیسک‌های عضلانی و عضو چسبیدن حقیقی هستند و به آن‌ها استابولا گفته می‌شود. در برخی سستودها در بخش راسی اسکولکس عضوی به نام روستلوم وجود دارد که ممکن است واجد یک یا چند ردیف قلاب باشد. به سستودهایی که بادکش یا روستلوم آن‌ها دارای قلاب باشد، مسلح و به آنهایی که فاقد قلاب هستند، غیرمسلح می‌گویند.
اسکولکس دارای بوتریا:
دو شیار کم‌عمق مکنده با ساختمان عضلانی ضعیف است که در سستودهای راسته پزودوفیلیده‌آ دیده می‌شود.
اسکولکس دارای بوتریدیا:
دو تا چهار عضو برگی یا آویزمانند با کناره‌های باریک و ساختمان عضلانی قوی است که در سستودهای راسته چهارمکنده‌سانان (تترافیلیده‌آ، سستودهای ماهیان) دیده می‌شود.
گردن:
گردن بلافاصله بعد از اسکولکس قرار دارد. قسمت باریک بدون بند است که سر را به بدن (بندها) متصل می‌کند. اندازه آن در سستودهای مختلف متفاوت است. بندها توسط سلول‌های جنینی یا اجدادی این ناحیه تولید می‌شوند.

## بدن
بدن سستود از تعدادی (حداقل۳ تا چندهزار) بند تشکیل شده است. به مجموعه تکراری بندها استروبیلا می‌گویند. در بندهای نزدیک به گردن، به‌طور معمول عرض بند بیشتر از طول آن است، در حالی که در بندهای انتهایی طول آن بیشتر از عرض بند است. با وجود این در بعضی از سستودها همواره عرض بند بیشتر از طول آن است. در بندهای ابتدایی اندام‌های تناسلی به‌خوبی مشخص نیست، ولی در بندهای بعدی به تدریج اندام‌های تناسلی رشد می‌کنند و به‌شکل بالغ درمی‌آیند. بندهای انتهایی بارور هستند. به‌طور معمول این بندها از کرم جدا شده و از بدن میزبان دفع می‌شوند.

## پوشش بدن
سطح بدن سستودها را بافتی سینسیتیال به نام تگومنت می‌پوشاند که از نظر سوخت و ساز فعال است. این پوشش در جذب مواد غذایی، گوارش، تنظیم اسمزی، دفع مواد زاید و حفظ کرم در برابر آنزیم‌ها و دستگاه ایمنی میزبان دخالت دارد.
سطح خارجی تگومنت سستودها را زوایدی به‌طور منظم می‌پوشاند که به آن‌ها میکروتریکس گفته می‌شود و نقش آن‌ها افزایش سطح جذب است.

## دستگاه عصبی
مرکز عصبی در سستودها در اسکولکس قرار دارد و شامل مجموعه‌ای از عقده‌ها و رابط‌هاست. از این مرکز چند رشته عصب طولی جدا شده است که در سراسر بدن امتداد می‌یابد.

## دستگاه دفعی
دستگاه دفعی در سستودها از تعدادی لوله عریض جمع‌آوری‌کننده که در تمام طول کرم امتداد دارد و از تعدادی لوله فرعی باریک که به سلول‌های ترشحی شعله مربوط می‌شوند، تشکیل شده است. در بیشتر کرم‌ها یک زوج مجرای جمع‌آوری‌کننده پشتی و یک زوج مجرای شکمی وجود دارد. قبل از جدا شدن بند، مجاری در بند آخر در یکدیگر ادغام می‌شوند و مثانه واحدی را به‌وجود می‌آورند. پس از جدا شدن بند آخر چهار مجرا به‌طور جداگانه در لبه خلفی بند جدید انتهایی به خارج مربوط می‌شوند.
در سستودها اسکلت‌بندی، دستگاه‌های گردش خون، گوارش و تنفس وجود ندارد.

## دستگاه تولید مثل
همه کرم‌های نواری (به‌جز یک گونه) هرمافرودیت هستند، یعنی در هر بند هم دستگاه تناسلی نر و هم دستگاه تناسلی ماده وجود دارد.
به‌طور معمول ابتدا دستگاه تناسلی نر در بندها به‌وجود می‌آید. دستگاه تناسلی در گونه‌های مختلف دارای تعداد متفاوتی بیضه (۱ تا صدها عدد) بوده که به‌طور معمول بیش از صد عدد است. از بیضه‌ها مجاری آوران جدا می‌شوند و از به‌هم پیوستن این مجاری، مجرای وابران به‌وجود می‌آید. این مجرا به طرف منفذ تناسلی مشترک امتداد می‌یابد و به اندام تناسلی نر به‌نام سیر ختم می‌شود. سیر در درون کیسه سیر قرار گرفته است.
دستگاه تناسلی ماده در سستودها از یک تخمدان و ضمایم وابسته تشکیل شده است. تخمدان ممکن است یک تکه، دو تکه یا چند تکه باشد. از تخمدان مجرایی به نام اویدوکت خارج می‌شود، این مجرا وارد کیسه‌ای به نام اووتیپ می‌شود. اووتیپ محل تشکیل تخم و پوسته آن است. سرانجام از اووتیپ مجرایی مجزا می‌شود که در انت‌ها به مهبل و منفذ تناسلی مشترک ختم می‌شود. از طرف دیگر رحم نیز از اووتیپ به‌وجود می‌آید و بعد از بلوغ جنسی شکل واقعی‌اش را پیدا می‌کند که تخم‌ها در آن ذخیره می‌شوند و در سستودهای مختلف شکل آن متفاوت است.
غدد ویتلین که از تعداد زیادی فولیکول تشکیل شده است یاخته‌هایی تولید می‌کنند که پس از تشکیل تخم در اووتیپ موادی برای تشکیل پوسته تخم از خود ترشح می‌کنند در ضمن به‌نظر می‌رسد غدد مهلیز که در اطراف اووتیپ قرار دارند، ترشحات آن‌ها در تشکیل پوسته خارجی تخم دخالت دارد.

## سیر تکاملی
چرخه زندگی سستودها غیرمستقیم است و در سیر تکاملی آن‌ها یک یا دو میزبان واسط وجود دارد. تخم سستودها بعد از رسیدن به محیط خارج عفونت‌زاست و داخل آن جنین شش قلابی یا انکوسفر وجود دارد. تخم توسط میزبان واسط خورده می‌شود. در اثر تراوش‌های معدی روده‌ای انکوسفر فعال آزاد می‌شود. در مهره‌داران اونکوسفر مخاط روده را سوراخ می‌کند و با جریان خون یا لنف به محل مورد نظر خود می‌رسد و در بی‌مهرگان به حفره عمومی بدن منتقل می‌شود. هنگامی که اونکوسفر به محل استقرار خود رسید، قلاب‌هایش را از دست می‌دهد و بسته به گونه انگل نوزاد مرحله دوم به‌نام متاسستود تشکیل می‌شود که ممکن است با جوانه زدن داخلی یا خارجی تکثیر یابد. این نوزاد برای میزبان نهایی عفونت‌زاست. میزبان‌های واسط سستودها تعداد زیادی از مهره‌داران و بی‌مهرگان هستند.